# ترکستان افغانستان

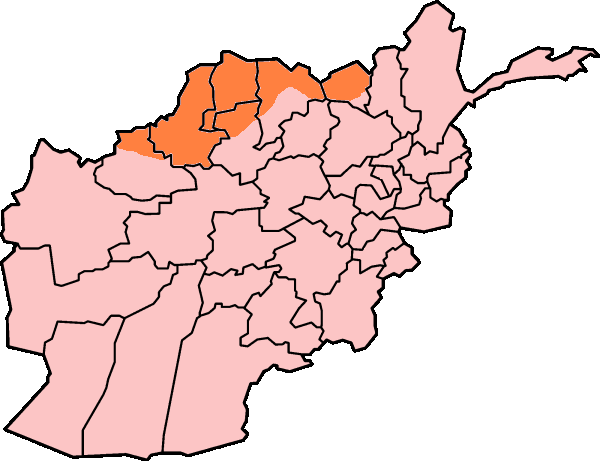
قلمروهای ترکستان افغانستان

ترکستان افغانستان منطقه‌ای در شمال افغانستان کنونی است که در مرز جمهوری‌های شوروی پیشین یعنی ازبکستان، ترکمنستان و تاجیکستان قرار دارد. در سدهٔ ۱۹ میلادی در افغانستان یک ولایت به نام ولایت ترکستان موجود بود که توسط امیر عبدالرحمان خان لغو شد؛ این ولایت در قلمروهای جوزجان، فاریاب و سرپل در بین ولایت‌های امروزی بود. مساحت همهٔ قلمروها، از اتصال رود کوکچه با آمودریا در شمال‌شرق با ولایت هرات در شمال‌غرب، تقریباً ۸۰۰ کیلومتر در طول و ۱۸۳ کیلومتر در عرض است. در نتیجه این منطقه از ۱۵۰٬۰۰۰ کیلومتر مربع یا تقریباً دو–نهم امپراتوری آن زمان افغانستان را تشکیل می‌داد.

## جمعیت
بیشتر جمعیت این منطقه را ازبک‌ها و ترکمن‌ها تشکیل می‌دهند، اما تعداد زیادی از قزلباش‌های افغانستان، هزاره‌ها، تاجیک‌ها و پشتون‌ها نیز در آنجا زندگی می‌کنند.